# État solide (électronique)
Pour les articles homonymes, voir Solide.

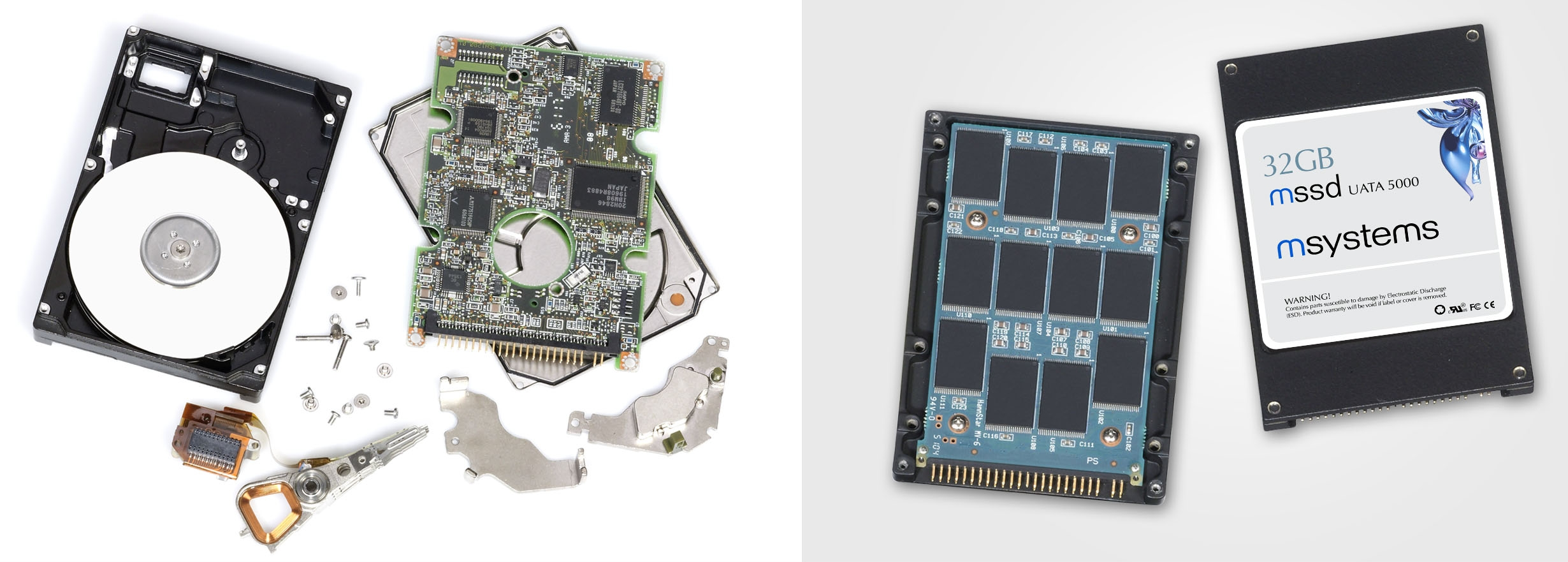
Comparaison entre un disque dur classique et un SSD (un dispositif à l'état solide).

En électronique, le terme anglais Solid-state, peut être traduit en français par à l'état solide ou à l'état massif, ou encore statique. Il s'agit d'un circuit ou d'un dispositif construit entièrement de matériaux à l'état solide (non gazeux, ni liquide) et dans lequel les électrons, ou d'autres porteurs de charge, sont confinés dans un milieu à l'état solide. Les composants sont conçus spécialement pour commuter et amplifier ce courant électrique.
Le terme est souvent employé par opposition aux technologies antérieures des lampes et des tubes à gaz. L'expression « solid-state » est née dans les années 1950 et 1960, alors que la technologie des lampes et des tubes cédait la place aux diodes et aux transistors semi-conducteurs.
Par extension, le terme en est venu à exclure également les dispositifs pourvus de pièces en mouvement ou de pièces mobiles (par exemple, les relais électromécaniques, l'appareillage électrique, les disques durs rotatifs),.
Bien que les dispositifs à l'état massif puissent être composés de trois types de matériaux : cristallins, polycristallins, amorphes, et faire référence à des conducteurs électriques, des isolants et des semi-conducteurs, le matériau de fabrication le plus courant est un semi-conducteur cristallin,.
Le premier dispositif à l'état massif fut la diode à pointe, qui servit en 1930 de récepteur radio. Des exemples plus récents de dispositifs à l'état massif sont le circuit intégré (IC), la diode électroluminescente (LED), et l'affichage à cristaux liquides (LCD). Les transistors, les puces des microprocesseurs et la DRAM sont des dispositifs à l'état solide répandus. La DRAM tend à supplanter, dans les ordinateurs, les clés USB et, plus récemment, dans les Solid-State Drives, la rotation mécanique des lecteurs magnétiques de disque dur.

## Liste non exhaustive de dispositifs statiques (à l'état solide)
- Solid-state drive
- Clé USB
- Contacteur statique